# Universitat de São Paulo
La Universitat de São Paulo («Universidade de São Paulo» o USP en portuguès) és una de les més importants institucions brasileres d'ensenyament superior, exercint activitats d'ensenyament, recerca i extensió universitària en totes les àrees del coneixement. La USP està ubicada entre les grans universitats del Brasil: és la sisena més gran universitat brasilera en nombre d'alumnes, sent la més gran entre les públiques. Contribuint amb prop d'un quart de la producció científica brasilera, recentment va ser elegida com la 121a millor universitat del món i la millor universitat d'Amèrica Llatina, deixant en segon lloc en el subcontinent a la Universitat Nacional Autònoma de Mèxic (UNAM). És una institució publica caracteritzada com a autosuficient, i mantinguda pel govern de l'estat de São Paulo.
Les seves unitats d'ensenyament estan distribuïdes en set campus universitaris: São Paulo, Bauru, Lorena, Piracicaba, Pirassununga, Ribeirão Preto i São Carlos.